# Landtag Reuß jüngerer Linie (1889–1892)
Dieser Artikel behandelt den  Landtag Reuß jüngerer Linie 1889–1892.

## Landtag
Der Landtag Reuß jüngerer Linie wurde in zwei Kurien gewählt. Drei Mandate wurden durch die Höchstbesteuerten (HB) gewählt die anderen in allgemeinen Wahlen (AW) in Ein-Personen-Wahlkreisen bestimmt. Daneben bestand eine Virilstimme für den Inhaber des Reuß-Köstritzer Paragiums (RKP). Die Wahlen fanden am 17. September 1889 statt.
Als Abgeordnete wurden gewählt:
| Name                              | Partei       | Wohnort            | Kurie | Wahlkreis | Anmerkung |
| --------------------------------- | ------------ | ------------------ | ----- | --------- | --------- |
| Friedrich August Bruno Coder      |              | Seubtendorf        | AW    | 9         |           |
| Josef Fisahn                      | DFsP         | Gera               | AW    | 3         |           |
| Alexander Anton Oskar Fröb        | NLP          | Lobenstein         | AW    | 11        |           |
| Ludwig Walther Fürbringer         | NLP          | Gera               | HB    |           |           |
| Johann Georg Friedrich Graesel    |              | Gera               | AW    | 6         |           |
| Heinrich IV. von Reuß-Köstritz    |              | Köstritz           | RKP   |           |           |
| Karl Bernhard Jäger               | linksliberal | Hirschberg/Saale   | AW    | 12        |           |
| Heinrich Gustav Kalb              | DFsP         | Gera               | AW    | 2         |           |
| Karl Otto Kanis                   |              | Gera               | AW    | 5         |           |
| Christian Heinrich Lautenschläger | DFsP         | Langenwolschendorf | AW    | 8         |           |
| Christian Paul Löblich            |              | Gera               | HB    |           |           |
| Carl Hermann Oberländer           |              | Gera               | HB    |           |           |
| Friedrich Wilhelm Reibestein      |              | Gera               | AW    | 1         |           |
| Karl Berthold Reinhold Reuschel   |              | Ebersdorf          | AW    | 10        |           |
| Franz Hermann Schlutter           |              | Zwötzen            | AW    | 4         |           |
| Heinrich Samuel Sturm             | RFKP         | Schleiz            | AW    | 7         |           |

Landtagskommissar war der geheime Regierungsrat Robert Fischer. Unter dem Alterspräsidenten Bernhard Jäger wählte der Landtag Walther Fürbringer als Landtagspräsidenten. Als Vizepräsident wurde Bernhard Jäger gewählt. Schriftführer war Otto Kanis. Stellvertretender Schriftführer war Heinrich Lautenschläger.
Der Landtag trat vom 27. Oktober 1889 bis zum 17. März 1892 in 36 öffentlichen Plenarsitzungen in zwei Sitzungsperioden zusammen. Der Landtagsabschied datiert vom 1. September 1893.
Für die Zeit zwischen den Sitzungsperioden wurde ein Landtagsausschuss gewählt. Dieser bestand aus:
| Landesteil                      | Mitglied                | Stellvertreter    | Von-Bis |
| ------------------------------- | ----------------------- | ----------------- | ------- |
| Landesteil Gera                 | Walther Fürbringer      | Gustav Kalb       |         |
| Landesteil Schleiz              | Heinrich Lautenschläger | Heinrich Sturm    |         |
| Landesteil Lobenstein-Ebersdorf | Bernhard Jäger          | Reinhold Reuschel |         |